# Chorasmiden
De Chorasmiden waren een Turkse dynastie die kortstondig over Iran heerste. Ze worden ook wel Anushteginiden of Khwarezmshahs genoemd. Zij hadden hun oorsprong in Chorasmië of Khwarezm.

## Geschiedenis
Eind 12de eeuw gingen er twee grote islamdynastieën ten onder, de Ghaznaviden (1187) en de Seltsjoeken (1194). In het zuidoosten traden de Ghoriden in hun plaats, en in het noordwesten de Chorasmiden, die vóór die tijd (sinds het einde van de elfde eeuw) lokale heersers van het gebied ten zuiden van het huidige Aralmeer waren geweest, in het benedenstroomgebied van de Syr Darja en de Amu Darja. Met hulp van een Mongoolse stam, de Kara-Kitan, konden zij de Ghoriden in 1206 verslaan.
Muhammad II van Chorasmië (1200-1220) veroverde een rijk bij elkaar dat zich uitstrekte van de Syr Darja tot het Zagrosgebergte in West-Perzië en van de Indusvallei tot de Kaspische Zee.
Lang duurde het niet, in 1221 vielen de Mongolen het rijk binnen. De laatste heerser Jalal ad-Din Mingburnu werd vermoord in 1231. Zijn land werd een deel van het Mongoolse Rijk en in 1256 kreeg het een nieuwe heerser: Hulagu, kleinzoon van Dzjengis Khan en de eerste van de dynastie der Ilkhaniden.
De soldaten werden huurlingen bij andere Turkse stammen, zoals de Kiptsjaken, het sultanaat Delhi of het mammelukken-sultanaat Caïro. Onder de laatste zijn ze in het Westen voornamelijk gekend als de plunderaars van Jeruzalem in 1244 (Slag bij La Forbie), de aanleiding voor de Zevende Kruistocht.